# Knock, Knock, Ginger

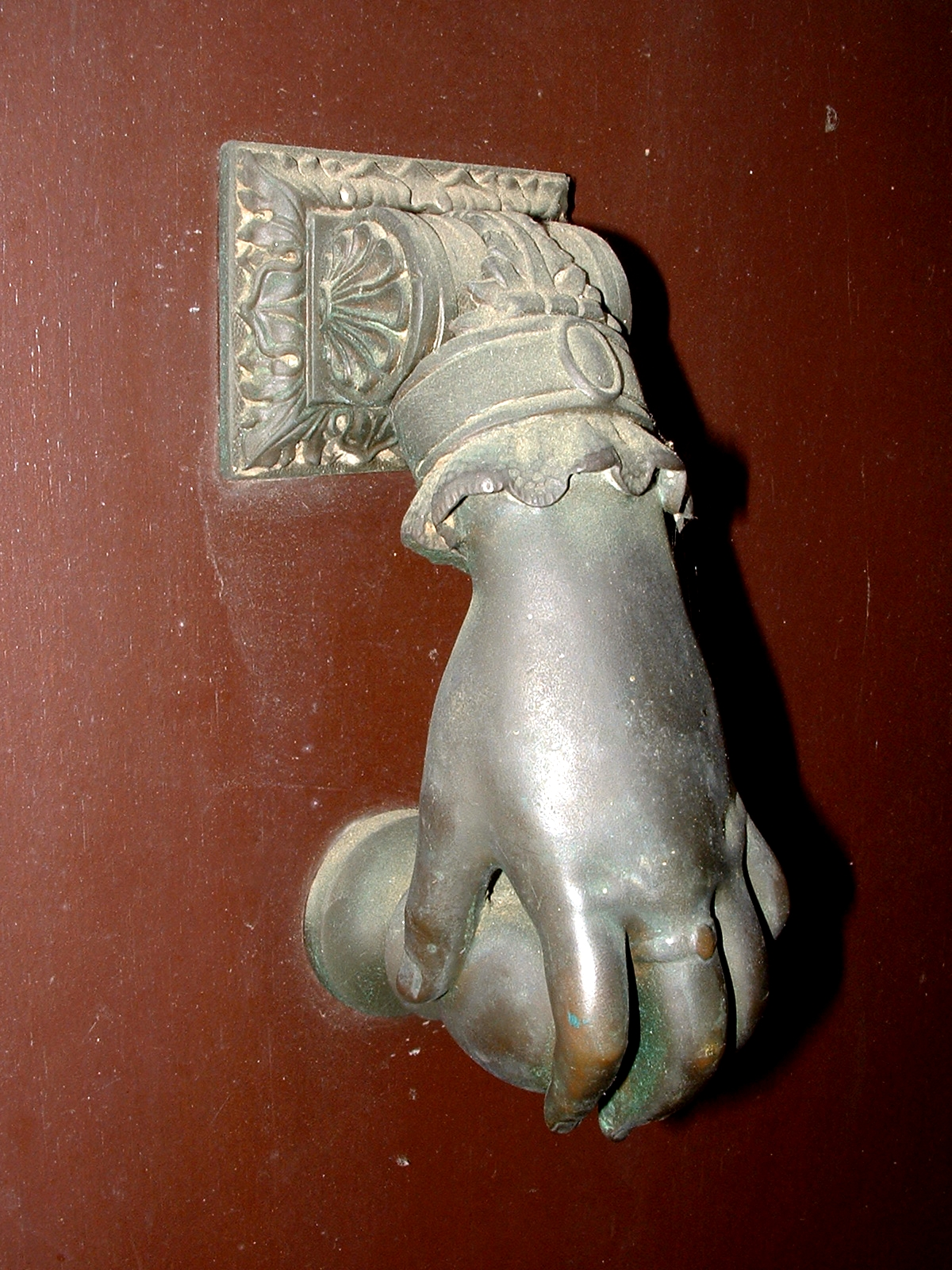

Knock, Knock, Ginger (также knock and run, букв. «стучать и убегать») — детская шуточная игра, появившаяся в XIX веке в Англии, когда распространились дверные звонки. Дети нажимают кнопку звонка либо стучат в дверь, а потом убегают. В Англии эта шутка очень распространена накануне Нового года и в новогоднюю ночь. 
Название шутки — knock, knock, ginger (используемое в Англии) — произошло от строк стихотворения
  Ginger, Ginger broke a winder

  Hit the winda — crack!

  The baker came out to give 'im a clout

  And landed on his back.
В Германии эта шутка имеет названия Klingelstreich, Schellebergerles, Klingelputzen и другие и традиционно распространена в ночь с 30 апреля на 1 мая.

## Варианты названий

### Европа
- Knock Off Ginger (Англия)
- Knock Out Ginger (Уэльс)
- Knock a door run away (Англия)
- Belletje trekken (Нидерланды)
- Belleke trek (Бельгия)
- Knock and nash (Великобритания)
- Chicky melly chap-door-run (chappy, chappies) (Шотландия)
- Knock and run (Англия)
- Knick knack (Ирландия)
- Cherry knocking (Великобритания, XX век)
- Chap-door-run (Шотландия)
- Knocking Door Ginger (Южная Англия)

### Северная Америка
- Ding dong ditch (США и Канада)
- Doorbell ditch (США)
- Nicky nicky nine doors (США и Канада)
- Ring and run (США)
- Sonne-Décriss (Канада)

### Другое
- Knick Knocking (Австралия)
- Tok-tokkie (ЮАР)
- Rín-Rín-Raja (Чили)
- Bel-Twi (Южная Корея)

## Варианты шутки
Цель шутки — нажать кнопку звонка и убежать. Есть и другие варианты, например добиться заклинивания кнопки звонка, чтобы он звонил постоянно. Другой вариант — «испытание мужества», по-немецки «rattenpingeln» — остаться перед дверью. В основном в ход оправдания идёт фраза «Я ошибся дверью». После звонка дети наблюдают за реакциями жителей квартиры.

## Легальность
Основная опасность этой игры заключается в том, что потревоженные из-за звонка жители дома могут вызвать полицию. Полиция может предъявить обвинения в нарушении общественного порядка или права человека на личную жизнь. В соответствии с английским законом 1847 года уголовным преступлением является «умышленное и преднамеренное беспокойство любого жителя звоном в дверной звонок или стуком в дверь». Оно карается лишением свободы на срок до 14 суток.
Майкл Бишоп, 56-летний мужчина из Луисвилла (Кентукки) выстрелил в группу детей, играющих в «knock and run» в его доме 13 июня 2011 года. 12-летний мальчик был ранен в спину выстрелом из дробовика и был доставлен в детскую больницу Косайра с телесными повреждениями, которые полиция называет не опасными для жизни. Стрелку было предъявлено обвинение в покушении на убийство. 8 декабря 2015 года уходящий в отставку губернатор Кентукки Стив Бешир объявил о помиловании 197 осуждённых, в том числе Майкла Бишопа.
14-летний подросток из Оклахомы, Коул Пейтон, был ранен в спину во время игры в «knock and run» в 2016 году.
Дин Тейлор, 63-летний тренер и бывший офицер полиции Сан-Франциско, был арестован после инцидента с 11-летним мальчиком, который позвонил в дом Тейлора в Сан-Рафаэле (Калифорния) 12 февраля 2021 года. После того, как два мальчика позвонили в его дверь и побежали, Тейлор погнался за мальчиками на машине. Затем он якобы схватил 11-летнего мальчика за шею, повалил его на землю и заставил сесть в машину. Он возил перепуганного мальчика по кварталу и якобы сказал ему, что «пустит пулю в голову», если шутка вновь повторится. Он высадил мальчика на перекрёстке Пойнт-Сан-Педро-роуд и Лох-Ломонд-драйв. 
Тейлору были предъявлены обвинения в совершении уголовного преступления, по нескольким статьям, включая похищение, нанесение побоев и создание угрозы для детей.
Также в США из-за этой шутки был застрелен полицией 18-летний подросток.